# Овен Чејмберлен
Овен Чејмберлен (енгл. Owen Chamberlain, 10. јул 1920. – 28. фебруар 2006) био је амерички физичар који је, заједно са Емилијем Сегреом, добио Нобелову награду за физику 1959. године „за откриће антипротона”.